# Barra Head
Barra Head, známý také jako Berneray (skotská gaelština: Beàrnaraigh; skotsky: Barra Heid), je nejjižnější ostrov Vnějších Hebrid ve Skotsku. V rámci Vnějších Hebrid je součástí souostroví Barra (Barra Isles). Barra Head se původně vztahoval pouze na nejjižnější mys Berneray, ale nyní je to běžný název pro celý ostrov. Nejvyšším bodem ostrova je Sotan (193 m n. m.).
Na ostrově se nacházejí četné prehistorické stavby a po celé historické období byl trvale obýván 20-50 osobami, přičemž vrcholu dosáhl v 19. století. Hospodářství obyvatel bylo založeno na zemědělství, rybolovu a lovu ptactva. Útesy poskytují hnízdiště mořským ptákům v tak hojném počtu, že byl Berneray vyhlášen jako zvláště chráněná oblast.
Maják Barra Head, který navrhl Robert Stevenson, funguje od roku 1833. V letech 1931–1980 obývali Barra Head pouze strážci majáku a jejich manželky, ale maják byl automatizován a ostrov je zcela neobydlený. Rozbouřené moře, které ostrov obklopuje, bylo využíváno k testování prototypů záchranných člunů.

## Geografie a geologie
Berneray leží na západ od Hebridského moře a jižně od Mingulay přes Bernerayský záliv (Sound of Berneray), který má silný přílivový proud. Klínovitý ostrov je 3 kilometry dlouhý, 1,3 km široký, o rozloze 204 ha.  Z topografického hlediska není ostrov členitý, nejsou zde žádná údolí ani zátoky a jen několik malých potoků. Většina ostrova se skládá z ruly, i když maják byl postaven ze skály z malého žulového lomu.
Mořské dno na západě je pokračováním rulové plošiny s hloubkou mezi 120 a 140 metry. Mořské dno je z velké části prosté písku a jsou na něm patrné stopy po vymílání ledovci. Tato skalnatá plošina se rozprostírá jižně od Barra Head v délce nejméně 50 km.  a v důsledku působení ledovce je mořský kanál na východě výrazně hlubší než otevřený oceán na západě a dosahuje až 365 m hloubky.
Na skalnatém severním pobřeží se nachází malé přístaviště v Leac na Fealia na západě a malé molo v Achduinu dále na východě. Odtud vede cesta na západ a vzhůru přes svah ostrova k majáku. Na západ od Achduinu je země relativně plochá a nízko položená, oblast známá jako "The Aird" končí na Nisam Point, odkud je výhled na malé ostrůvky Rubha Niosaim a Sgeir Mhor.
Jižnímu pobřeží dominují vysoké útesy,které se na jihozápadě zvedají do výšky 190 m na Skate Point (Rubha Sgait). Samotný Barra Head je jižní výběžek nacházející se uprostřed jižního pobřeží. Nejvyšším bodem ostrova je Sotan (193 m n. m.), jehož vrchol leží nad vysokými útesy mezi Barra Head a Skate Point. Na tuto vyvýšeninu se lze dostat po cestě vedoucí z Achduinu k majáku, který prochází severně od vrcholu, jenž je vzdálen pouhé 3 m od okraje útesu. Daleko pod ním střeží pobřeží skalisko Bird Rock. Maják se nachází poblíž výběžku Sròn an Duin, východně od Skate Point a nad úzkou propastí Sloc na Bèiste (rokle příšery)[.
Při návštěvě v roce 1868 H. J. Elwes napsal:
| „ | Byl to ten nejvelkolepější pohled, jaký jsem kdy zažil, dívat se z majáku za velmi bouřlivého dne a vidět se, jak visí nad oceánem, obklopený ze tří stran strašlivou propastí, v níž byl vzduch tak hustě přeplněný ptáky, jako by to vyvolalo zdání těžké sněhové bouře, zatímco výkřiky těchto myriád smíšené s hukotem oceánu a kvílením ohromných poryvů větru stoupajících zdola, jako by se prodíral komínem, způsoboval, že lidská konverzace byla téměř neslyšitelná | “ |